# Agras
Agras Asigurări (ASA) este o companie de asigurări din România.
A fost înființată la data de 10 septembrie 1992, ca societate pe acțiuni, iar din octombrie 2002, Unita, controlată de Vienna Insurance Group, a devenit acționar majoritar al societății, în urma unei tranzacții de 2,9 milioane euro.
Agras oferă servicii de asigurări agricole (asigurarea culturilor, a terenului arabil cultivabil, a animalelor).
Acțiunile Agras Asigurări sunt listate la categoria a doua a Bursei de Valori București, sub simbolul ASA.